# Zawada (Myślenice)
Pour les articles homonymes, voir Zawada.
Zawada est un village polonais de la gmina de Myślenice dans le powiat de Myślenice et dans la voïvodie de Petite-Pologne. Il se situe à environ 6 km au nord-est de Myślenice et à 21 km au sud de la capitale régionale Cracovie.